# فهرست رئیسان کشور اتحاد شوروی
قانون اساسی شوروی هیئت رئیسه شورای عالی و کمیته مرکزی اجرایی پیش از آنِ کنگره شوروی‌ها را به عنوان عالی‌ترین ارگان‌های دارای اقتدار دولتی در اتحاد جماهیر شوروی سوسیالیستی به رسمیت می‌شناخت. بر اساس قوانین آسای ۱۹۳۶ و ۱۹۷۷ شوروی این نهادها به عنوان رئیس کشور اتحاد شوروی عمل می‌کردند. رئیس این نهادها وظایف غالباً تشریفاتی رئیس کشور را شخصاً انجام می‌داد ولی قدرت واقعی کمی داشت.

## فهرست رؤسای کشور
از یازده نفری که به ریاست کشور منصوب شدند سه تن به دلایل طبیعی در قدرت درگذشتند (لئونید برژنف، یوری آندروپوف و کنستانتین چرنینکو), یکی موقتاً آن را بر عهده داشت، و چهار نفر به‌طور همزمان رهبری حزب و ریاست کشور را بر عهده داشتند. میخائیل کالینین نخستین رئیس کشور بود.
| №   | نام (تولد–مرگ)                              | پرتره | دوره تصدی                                  | دوره مجلس                                  |
| ۱   |                                             | |                                            |                                            |
| ۱   | رئیس کمیته مرکزی اجرایی شوری‌ها (۱۹۲۲–۱۹۳۸)  | رئیس کمیته مرکزی اجرایی شوری‌ها (۱۹۲۲–۱۹۳۸)                                                                                           | رئیس کمیته مرکزی اجرایی شوری‌ها (۱۹۲۲–۱۹۳۸) | رئیس کمیته مرکزی اجرایی شوری‌ها (۱۹۲۲–۱۹۳۸) |
| --- | ------------------------------------------- | --- | ------------------------------------------ | ------------------------------------------ |
| ۱   | میخائیل کالینین (1875–1946)                 | | ۳۰ دسامبر ۱۹۲۲ – ۱۲ ژانویه ۱۹۳۸            | 1st–8th Convocation                        |
| ۱   | صدر هیئت رئیسه شورای عالی شوروی (۱۹۳۸–۱۹۸۹) | |                                            |                                            |
| ۱   | میخائیل کالینین (1875–1946)                 | | ۱۷ ژانویه ۱۹۳۸ – ۱۹ مارس ۱۹۴۶              | 1st Convocation                            |
| ۲   | نیکلای شورنیک (1888–1970)                   | A picture taken by the Soviet Government of Nikolai Shvernik in grey                                                                 | ۱۹ مارس ۱۹۴۶ – ۱۵ مارس ۱۹۵۳                | 2nd–3rd Convocation                        |
| ۳   | کلیمنت ووراشیلوف (1881–1969)                | A photo taken in 1937 of Kliment Voroshilov                                                                                          | ۱۵ مارس ۱۹۵۳ – ۷ مه ۱۹۶۰                   | 3rd–5th Convocation                        |
| ۴   | لئونید برژنف (1906–1982)                    | | ۷ مه ۱۹۶۰ – ۱۵ ژوئیه ۱۹۶۴                  | 5th–6th Convocation                        |
| ۵   | آناستاس میکویان (1895–1978)                 | | ۱۵ ژوئیه ۱۹۶۴ – ۹ دسامبر ۱۹۶۵              | 6th Convocation                            |
| ۶   | نیکولای پدگورنی (1903–1983)                 | Nikolai Podgorny as depicted during his visit to the German Democratic Republic in 1963                                              | ۹ دسامبر ۱۹۶۵ – ۱۶ ژوئن ۱۹۷۷               | 6th–9th Convocation                        |
| (4) | لئونید برژنف (1906–1982)                    | | ۱۶ ژوئن ۱۹۷۷ – ۱۰ نوامبر ۱۹۸۲              | 9th–10th Convocation                       |
| —   | واسیلی واسیلیویچ کوزنتسف (1901–1990)        | | ۱۰ نوامبر ۱۹۸۲ – ۱۶ ژوئن ۱۹۸۳              | 10th Convocation                           |
| ۷   | یوری آندروپوف (1914–1984)                   | Yuri Andropov as seen in 1963 in the German Democratic Republic                                                                      | ۱۶ ژوئن ۱۹۸۳ – ۹ فوریه ۱۹۸۴                | 10th Convocation                           |
| —   | واسیلی واسیلیویچ کوزنتسف (1901–1990)        | | ۹ فوریه ۱۹۸۴ – ۱۱ آوریل ۱۹۸۴               | 11th Convocation                           |
| ۸   | کنستانتین چرنینکو (1911–1985)               | | ۱۱ آوریل ۱۹۸۴ – ۱۰ مارس ۱۹۸۵               | 11th Convocation                           |
| —   | واسیلی واسیلیویچ کوزنتسف (1901–1990)        | | ۱۰ مارس ۱۹۸۵ – ۲۷ ژوئیه ۱۹۸۵               | 11th Convocation                           |
| ۹   | آندری گرومیکو (1909–1989)                   | Gromyko at the Conference on Security and Cooperation in Europe                                                                      | ۲۷ ژوئیه ۱۹۸۵ – ۱ اکتبر ۱۹۸۸               | 11th Convocation                           |
| ۱۰  | میخائیل گورباچف (1931–2022)                 | | ۱ اکتبر ۱۹۸۸ – ۲۵ مه ۱۹۸۹                  | 11th–12th Convocation                      |
| ۱۰  | رئیس شورای عالی اتحاد شوروی (۱۹۸۹–۱۹۹۰)     | |                                            |                                            |
| ۱۰  | میخائیل گورباچف (1931–2022)                 | Mikhail Gorbachev during the Russian presidential election in 1996Mikhail Gorbachev during the Russian presidential election in 1996 | ۲۵ مه ۱۹۸۹ – ۱۵ مارس ۱۹۹۰                  | 12th Convocation                           |
| ۱۰  | رئیس‌جمهور (۱۹۹۰–۱۹۹۱)                       | |                                            |                                            |
| ۱۰  | میخائیل گورباچف (1931–2022)                 | Mikhail Gorbachev during the Russian presidential election in 1996                                                                   | ۱۵ مارس ۱۹۹۰ – ۲۵ دسامبر ۱۹۹۱              | 12th Convocation                           |